# RKHV Quintus
RKHV Quintus is een handbalvereniging uit het Westland uit de kern Kwintsheul. De vereniging heeft meer dan 500 leden, waarvan ongeveer 350 jeugdleden. Quintus is hiermee een van de grotere handbalverenigingen van Nederland. Het eerste dames- en herenteam speelden in het seizoen 2020/2021 allebei op het hoogste niveau van Nederland.

## Geschiedenis
Handbalvereniging Quintus is in 1950 opgericht. Het eerste damesteam van Quintus speelt vanaf 1968 in de eredivisie. De heren speelden van 1977 tot en met 1983 in de eredivisie, daarna degradeerde het team naar de eerste divisie. In 1999 promoveerde het team weer naar de eredivisie. De vereniging heeft op zowel nationaal als internationaal gebied gepresteerd; de eerste teams en ook de jeugdteams wisten verschillende successen te boeken. Te noemen zijn het winnen van de Nederlandse beker door de dames in 1979, deelname aan de Europacup tegen Iskra Partizanske, Sindelfingen, AIA Tranbjerg en FHC Frakfurter/Oder. In seizoen 2005/2006 werd het eerste damesteam kampioen van Nederland.

### Supportersvereniging Klapper'81
RKHV Quintus had een eigen supportersvereniging. Naast het steunen van de teams tijdens wedstrijden werden er ook activiteiten georganiseerd, bijvoorbeeld de verkiezing van beste speler van het jaar. Klapper'81 is in de eerste helft van de jaren 1990 opgeheven, ook clubblad De Klapper bestaat niet meer.

## Heren

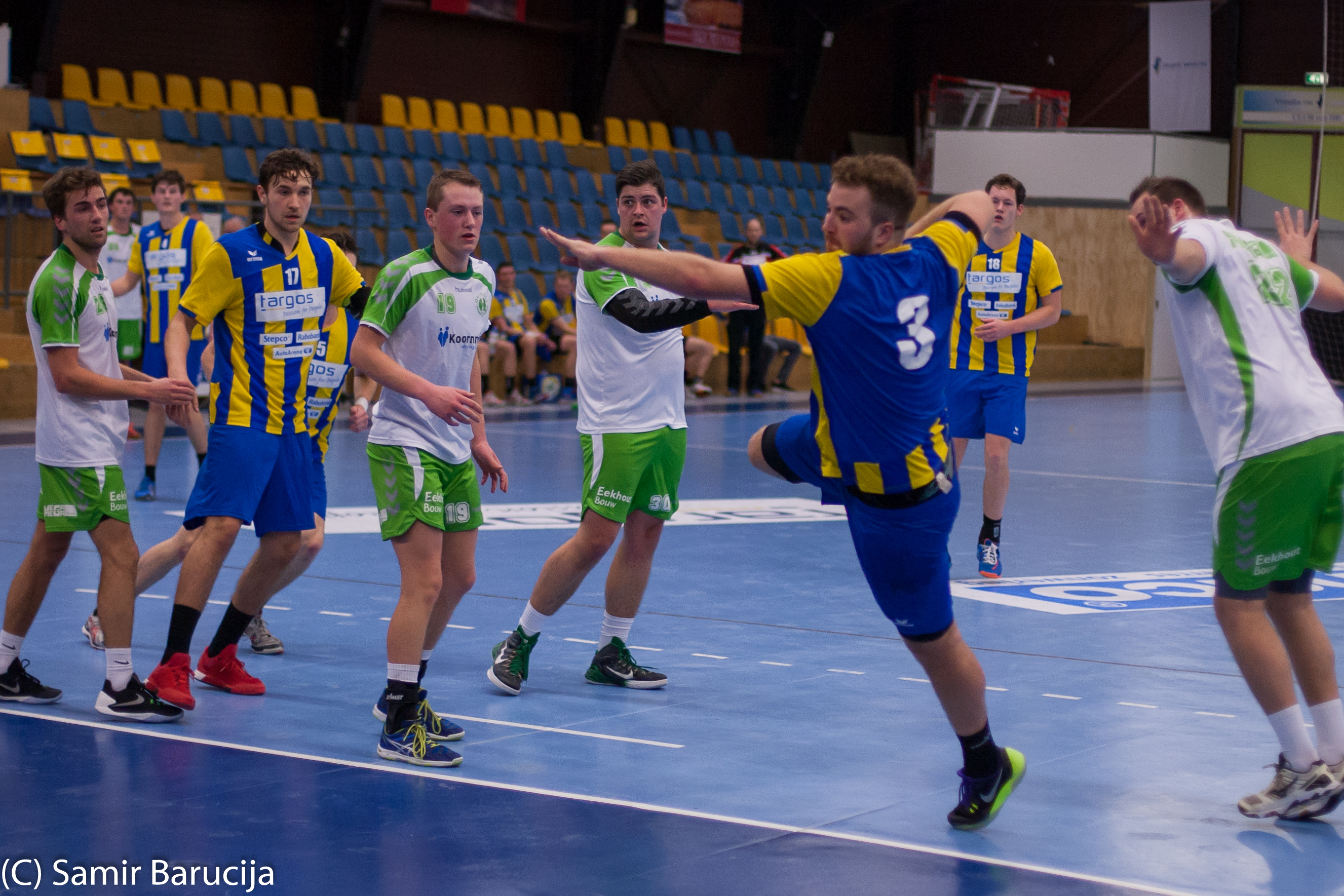
Bevo HC 2 tegen Quintus (2015)

In 1966 schreef het NHV voor het eerst een volwaardige competitie met acht teams uit voor teams uit heel Nederland. Voorheen bestonden de competitie uit een Nederlands kampioenschap en later een competitie met zes teams. Door de uitbreiding kon Quintus in de hoofdklasse spelen (nu de eredivisie). Na één seizoen degradeerde Quintus naar de Overgangklasse (nu de eerste divisie). In het seizoen 1977/78 promoveerde het eerste herenteam van Quintus voor het eerst naar de eredivisie. In 1983/84 degradeerde Quintus uit de eredivisie. Pas in 1998/99 promoveerde Quintus terug en sindsdien zijn de heren van Quintus niet meer lager dan de eredivisie gaan spelen. Twee jaar na de promotie naar de eredivisie speelden de heren van Quintus de play-off voor het landskampioenschap. De heren kwamen drie punten tekort om mee te doen in de best-of-five. Verder bereikte Quintus in het begin van de 21e eeuw de halve finale van de Nederlandse beker en weer de 3e plaats in de play-offs.
In 2015/16 speelde Quintus een goed seizoen. Door het behalen van tweede plaats in de reguliere competitie en de zesde plaats in de kampioenspoule bereikte ze voor het eerst BENE-League. Na drie seizoenen degradeerde Quintus uit de BENE-League en keerde terug naar de eredivisie. In die drie seizoenen behaalde Quintus de twaalfde plaats. Bij terugkeer in de eredivisie presteerde het team goed en eindigde het op de eerste plaats. Hiermee hadden ze een goede gooi gedaan naar een terugkeer in de BENE-League. Door de coronapandemie kon de play-offs niet gespeeld worden en door terugtrekken van Houten uit de BENE-League kon Quintus promoveren naar de BENE-League. Dit weigerde Quintus en bleef in 2020/21 in de eredivisie. Het seizoen erop werd na drie speelronde de eredivisie stilgelegd en ook uiteindelijk beëindigd. Doordat de HandbalNL League wel door ging heeft Quintus bij het NHV aangegeven om te willen deelnemen naar de HandbalNL League. Op 13 februari 2021 maakte Quintus bekent dat ze mogen uitkomen in de HandbalNL League. Op 17 maart 2021 is Quintus na twee jaar weer toegelaten in de BENE-League.

### Europees handbal[7]
| Seizoen | Competitie    | Ronde | Land | Club                 | Totaalscore | 1e W    | 2e W    |
| ------- | ------------- | ----- | ---- | -------------------- | ----------- | ------- | ------- |
| 2001/02 | EHF Cup       | 1R    | Vlag | Haukar Hafnarfjörður | 51 - 59     | 26 - 29 | 25 - 30 |
| 2011/12 | Challenge Cup | 3R    | Vlag | Kolubara             | 54 - 51     | 28 - 23 | 26 - 28 |

### Resultaten (1978 - heden)
- 1978 1e
Eerste divisie A
- 1979 8e
Eredivisie
- 1980 6e
Eredivisie
- 1981 8e
Eredivisie
- 1982 6e
Eredivisie
- 1983 4e
Eredivisie
- 1984 9e
Eredivisie
- 1985 4e
Eerste divisie B
- 1986 5e
Eerste divisie B
- 1987 5e
Eerste divisie B
- 1988 5e
Eerste divisie B
- 1989 8e
Eerste divisie B
- 1990 10e
Eerste divisie B
- 1991 10e
Eerste divisie B
- 1992 5e
Eerste divisie B
- 1993 2e
Eerste divisie B
- 1994 3e
Eerste divisie B
- 1995 2e
Eerste divisie B
- 1996 3e
Eerste divisie B
- 1997 3e
Eerste divisie B
- 1998 2e
Eerste divisie B
- 1999 1e
Eerste divisie B
- 2000 5e
Eredivisie
- 2001 3e
Eredivisie
- 2002 4e
Eredivisie
- 2003 8e
Eredivisie
- 2004 9e
Eredivisie
- 2005 9e
Eredivisie
- 2006 10e
Eredivisie
- 2007 10e
Eredivisie
- 2008 11e
Eredivisie
- 2009 6e
Eredivisie
- 2010 6e
Eredivisie
- 2011 3e
Eredivisie
- 2012 6e
Eredivisie
- 2013 6e
Eredivisie
- 2014 7e
Eredivisie
- 2015 11e
Eredivisie
- 2016 6e
Eredivisie
- 2017 6e
Eredivisie
- 2018 6e
Eredivisie
- 2019 6e
Eredivisie
- 2020 7e
Eredivisie
- 2021
Eredivisie
- 2022 6e
HandbalNL League
- 2023 3e
Eredivisie
- 2024 8e
Eredivisie

- HandbalNL League
- Eredivisie
- Eerste divisie

### Lijst van Trainers
- 1997–2003:  Jan Alma
- 2003–2005:  Patrick van Olphen
- 2005–2007:  René Zwinkels
- 2007–2009:  Hennie Romeijn
- 2009–2010:  René Romeijn
- 2010–2013:  Eelco Overkleeft &  Jeroen Sebel
- 2013–2014:  Eelco Overkleeft
- 2014–2017:  René Zwinkels
- 2017–2018:  Alex Curescu
- 0000–2019:  Rob Vis (a.i.)
- 2019–2020:  Rob Vis &  Jack van Lier
- 2020–2022:  Jack van Lier &  Geert Hinskens
- 2022–2023:  Ruben Schelbert
- 2024–heden:  Neso Saponjic

## Dames

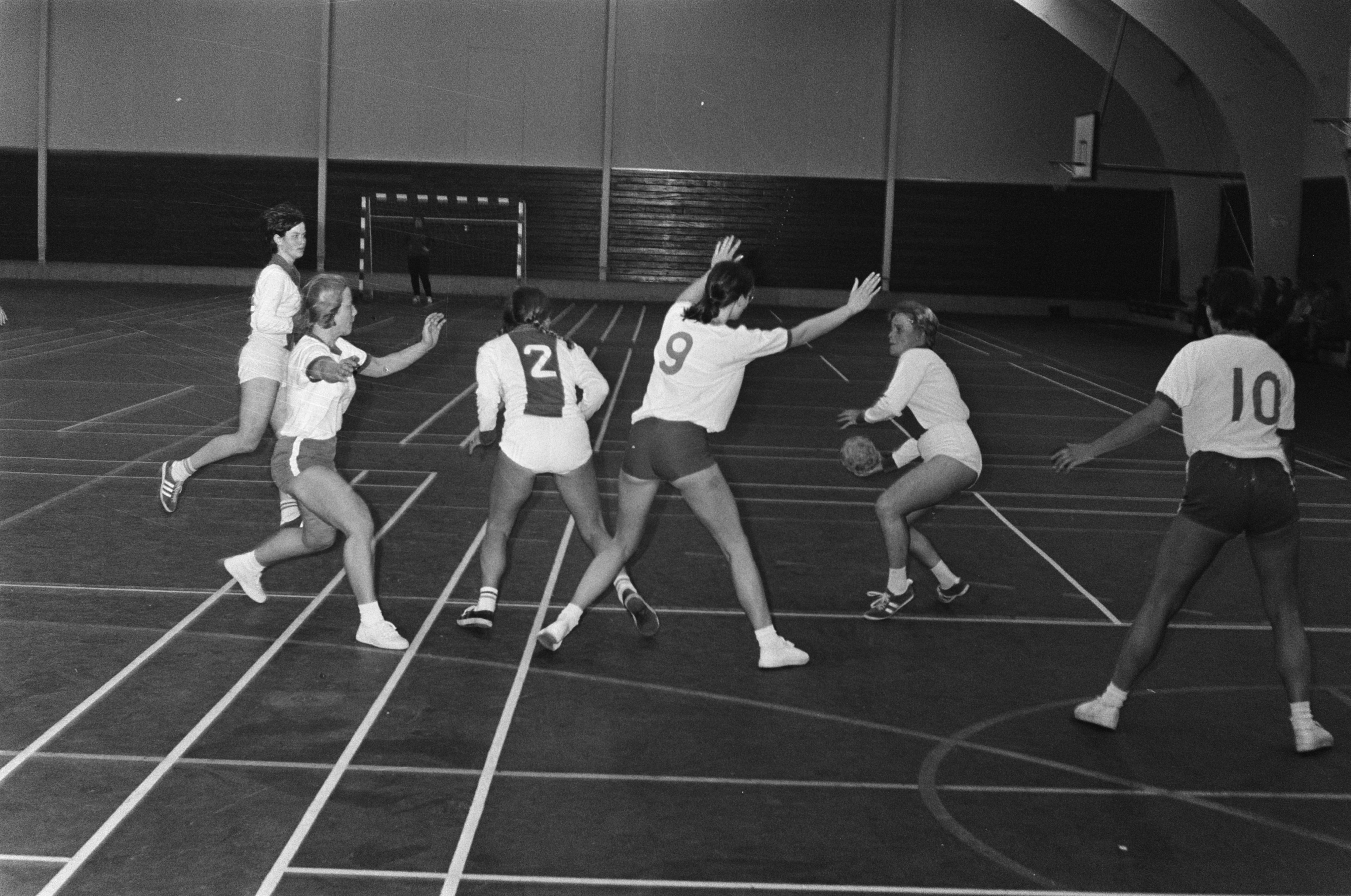
Zeeburg tegen Quintus (6-6) in de Jan van Galenhal Amsterdam (1970).

De dames van Quintus speelden in het allereerste bekertoernooi in 1978/79 meteen de finale. De dames wonnen deze wedstrijd tegen V&K. In 1983/84 verloren ze de bekerfinale van Niloc uit Amsterdam. In 1993/94 behaalden de dames voor het eerst in het bestaan van de club de finale om de landskampioenschap. In 2002/03 behaalde Quintus wederom de finale; deze keer was SEW te sterk. Pas in 2005/06 werden de dames landskampioen van Nederland. In datzelfde seizoen werden de dames ook bekerwinnaar en wonnen ze ook de Supercup. Het seizoen daarop wonnen de dames weer de triple. In het seizoen 2007-08 behaalden de dames de finale om de landskampioenschap, maar VOC was te sterk voor de dames uit Kwintsheul. Ze wonnen dat seizoen wel de beker. Ook in 2011, 2012, 2016 en 2018 stonden de dames in de bekerfinale maar zonder resultaat. In 2018 wonnen de dames weer een eerste prijs (de supercup) en in 2019 de beker. In het seizoen 2019/20 en 2020/21 werd door de Coronacrisis in Nederland beide seizoenen onofficieel verklaard door het NHV. In 2021 schreef de handbalbond een alternatieve competitie uit. In een Best of Two won de alternatieve competitie van HandbaL Venlo.

### Europees handbal[8][9]
| Seizoen | Competitie       | Ronde   | Land                | Club                       | Totaalscore | 1e W    | 2e W    |
| ------- | ---------------- | ------- | ------------------- | -------------------------- | ----------- | ------- | ------- |
| 1979/80 | Cup Winners' Cup | KF      | Vlag van Tsjechië   | Iskra Partizanske          | 41 - 15     | 23 - 08 | 18 - 07 |
| 1984/85 | Cup Winners' Cup | 1R      | Vlag van Duitsland  | VfL Sindelfingen           | 29 - 31     | 15 - 14 | 14 - 17 |
| 1989/90 | IHF Cup          | 1R      | Vlag van Denemarken | Tranbjerg Aarhus           | 26 - 36     | 12 - 15 | 14 - 21 |
| 2002/03 | EHF Cup          | 2R      | Vlag                | Egle-Vilnius               | 48 - 50     | 27 - 24 | 21 - 26 |
| 2003/04 | EHF Cup          | 2R      | Vlag                | Iuventa Michalovce         | 58 - 44     | 29 - 24 | 29 - 20 |
| 2006/07 | Champions League | Kwa. 1R | Vlag                | Podravka Vegeta            | 68 - 45     | 33 - 20 | 28 - 25 |
| 2006/07 | EHF Cup          | 2R      | Vlag                | LK Zug Handball            | 54 - 63     | 29 - 33 | 25 -30  |
| 2006/07 | EHF Cup          | 3R      | Vlag                | SPR SAFO-ICom Lublin       | 56 - 62     | 27 - 32 | 29 -30  |
| 2006/07 | EHF Cup          | L16     | Vlag                | Zvezda                     | 80 - 63     | 46 - 32 | 34 - 31 |
| 2007/08 | Champions League | Kwa.    | Vlag                | ZRK Knjaz Milos            | 18 -21      |         |         |
| 2007/08 | Champions League | Kwa.    | Vlag                | IK Sävehof                 | 25 - 23     |         |         |
| 2007/08 | Champions League | Kwa.    | Vlag                | Milli Piyango SK           | 28 - 42     |         |         |
| 2007/08 | EHF Cup          | 2R      | Vlag                | Borac Banja Luka           | 55 - 52     | 29 - 25 | 26 - 27 |
| 2007/08 | EHF Cup          | 3R      | Vlag                | HC Motor                   | 63 - 37     | 33 - 18 | 30 - 19 |
| 2008/09 | Cup Winners' Cup | 2R      | Vlag                | HIFK                       | 62 - 41     | 33 - 21 | 29 - 20 |
| 2008/09 | Cup Winners' Cup | 3R      | Vlag                | Sport Club Luch            | 49 - 68     | 26 - 35 | 23 - 33 |
| 2012/13 | Cup Winners' Cup | 2R      | Vlag                | O.F.N. Ionias              | 42 - 49     | 24 - 25 | 18 - 24 |
| 2012/13 | Cup Winners' Cup | 3R      | Vlag van Denemarken | Team Esbjerg               | 63 - 48     | 36 - 25 | 26 - 23 |
| 2013/14 | Challenge Cup    | L16     | Vlag                | Colegio de Gaia            | 40 - 61     | 19 - 24 | 21 - 37 |
| 2013/14 | Challenge Cup    | KF      | Vlag                | Union Mios Biganos-Begles  | 55 - 73     | 32 - 38 | 23 - 35 |
| 2014/15 | Challenge Cup    | 3R      | Vlag                | Galytchanka                | 41 - 51     | 18 - 24 | 23 - 27 |
| 2015/16 | Challenge Cup    | L16     | Vlag                | Yellow Winterthur          | 29 - 70     | 13 - 37 | 16 - 33 |
| 2015/16 | Challenge Cup    | KF      | Vlag                | Kastamonu B. Genclik SK    | 52 - 46     | 27 - 23 | 25 - 23 |
| 2016/17 | Challenge Cup    | 3R      | Vlag                | ZRK Mira Prijedor          | 90 - 40     | 46 - 19 | 44 - 21 |
| 2016/17 | Challenge Cup    | L16     | Vlag                | Haukar Hafnarfjörður       | 50 - 51     | 26 - 29 | 24 - 22 |
| 2016/17 | Challenge Cup    | KF      | Vlag                | LK ZUG Handball            | 69 - 41     | 35 - 12 | 34 - 29 |
| 2016/17 | Challenge Cup    | HF      | Vlag                | HC Lokomotiva Zagreb       | 51 - 39     | 24 - 23 | 27 - 16 |
| 2017/18 | Challenge Cup    | 3R      | Vlag                | K.H.F. Istogu              | 34 - 76     | 13 - 36 | 21 - 40 |
| 2017/18 | Challenge Cup    | L16     | Vlag                | ZRK Naisa Nis              | 74 - 56     | 35 - 25 | 39 - 31 |
| 2017/18 | Challenge Cup    | KF      | Vlag                | HC Lokomotiva Zagreb       | 53 - 41     | 26 - 17 | 27 - 24 |
| 2018/19 | Challenge Cup    | 3R      | Vlag                | Valur Reykjavík            | 45 - 40     | 24 - 20 | 21 - 20 |
| 2018/19 | Challenge Cup    | L16     | Vlag                | Geonius V&L                | 41 - 50     | 22 - 27 | 19 - 23 |
| 2018/19 | Challenge Cup    | KF      | Vlag                | Rincon Fertilidad Malaga   | 57 - 63     | 26 - 29 | 31 - 34 |
| 2018/19 | Challenge Cup    | HF      | Vlag                | SPR Pogon Szczecin         | 43 - 57     | 21 - 25 | 22 - 32 |
| 2019/20 | EHF Cup          | 1R      | Vlag                | HIFK                       | 45 - 38     | 28 - 19 | 17 -19  |
| 2019/20 | EHF Cup          | 2R      | Vlag                | Nantes Atlantique Handball | 39 - 66     | 21 - 30 | 18 - 36 |
| 2021/20 | European Cup     | 2R      | Vlag van Portugal   | Alavarium Love Tiles       |             |         |         |

### Resultaten (1970 - heden)
- 1970 7e
Hoofdklasse
- 1971 7e
Hoofdklasse
- 1972 5e
Hoofdklasse
- 1973 7e
Hoofdklasse
- 1974 6e
Hoofdklasse
- 1975
Hoofdklasse
- 1976 3e
Hoofdklasse
- 1977
Hoofdklasse
- 1978 5e
Eredivisie
- 1979 6e
Eredivisie
- 1980 5e
Eredivisie
- 1981 6e
Eredivisie
- 1982 7e
Eredivisie
- 1983 5e
Eredivisie
- 1984 2e
Eredivisie
- 1985 3e
Eredivisie
- 1986 9e
Eredivisie
- 1987 4e
Eredivisie
- 1988 8e
Eredivisie
- 1989 3e
Eredivisie
- 1990 6e
Eredivisie
- 1991
Eredivisie
- 1992
Eredivisie
- 1993 6e
Eredivisie
- 1994 4e
Eredivisie
- 1995 3e
Eredivisie
- 1996 3e
Eredivisie
- 1997 7e
Eredivisie
- 1998
Eredivisie
- 1999 6e
Eredivisie
- 2000 6e
Eredivisie
- 2001 7e
Eredivisie
- 2002 3e
Eredivisie
- 2003 2e
Eredivisie
- 2004 6e
Eredivisie
- 2005 3e
Eredivisie
- 2006 1e
Eredivisie
- 2007 1e
Eredivisie
- 2008 2e
Eredivisie
- 2009 3e
Eredivisie
- 2010 7e
Eredivisie
- 2011 4e
Eredivisie
- 2012 4e
Eredivisie
- 2013 3e
Eredivisie
- 2014 4e
Eredivisie
- 2015 3e
Eredivisie
- 2016 3e
Eredivisie
- 2017 3e
Eredivisie
- 2018 4e
Eredivisie
- 2019 2e
Eredivisie
- 2020 4e
Eredivisie
- 2021
Eredivisie
- 2022 3e
Eredivisie
- 2023 6e
Eredivisie

- Eredivisie

### Lijst van trainers
- 0000–2012:  Jos Klepke
- 2012–2014:  Alex Curescu
- 2014–2015:  Peter Lauwen
- 2015–2017:  Alex Curescu
- 2017–2018:  René Romeijn
- 2018–2021:  René Zwinkels
- 2021–2023:  Fred Michielsen
- 2022–2023:  Ruud van den Broeck (a.i.)

## Erelijst

### Heren
| Nationaal                         |    |                  |
| Reguliere competitie (eredivisie) | 1x | 2019/20          |
| Eerste divisie                    | 2x | 1977/78, 1998/99 |

### Dames
| Nationaal          |    |                                             |
| Landskampioenschap | 2x | 2005/06, 2006/07                            |
| Bekerwinnaar       | 5x | 1978/79, 2005/06, 2006/07, 2007/08, 2018/19 |
| Supercup           | 3x | 2006, 2007, 2018                            |

## Sporthal

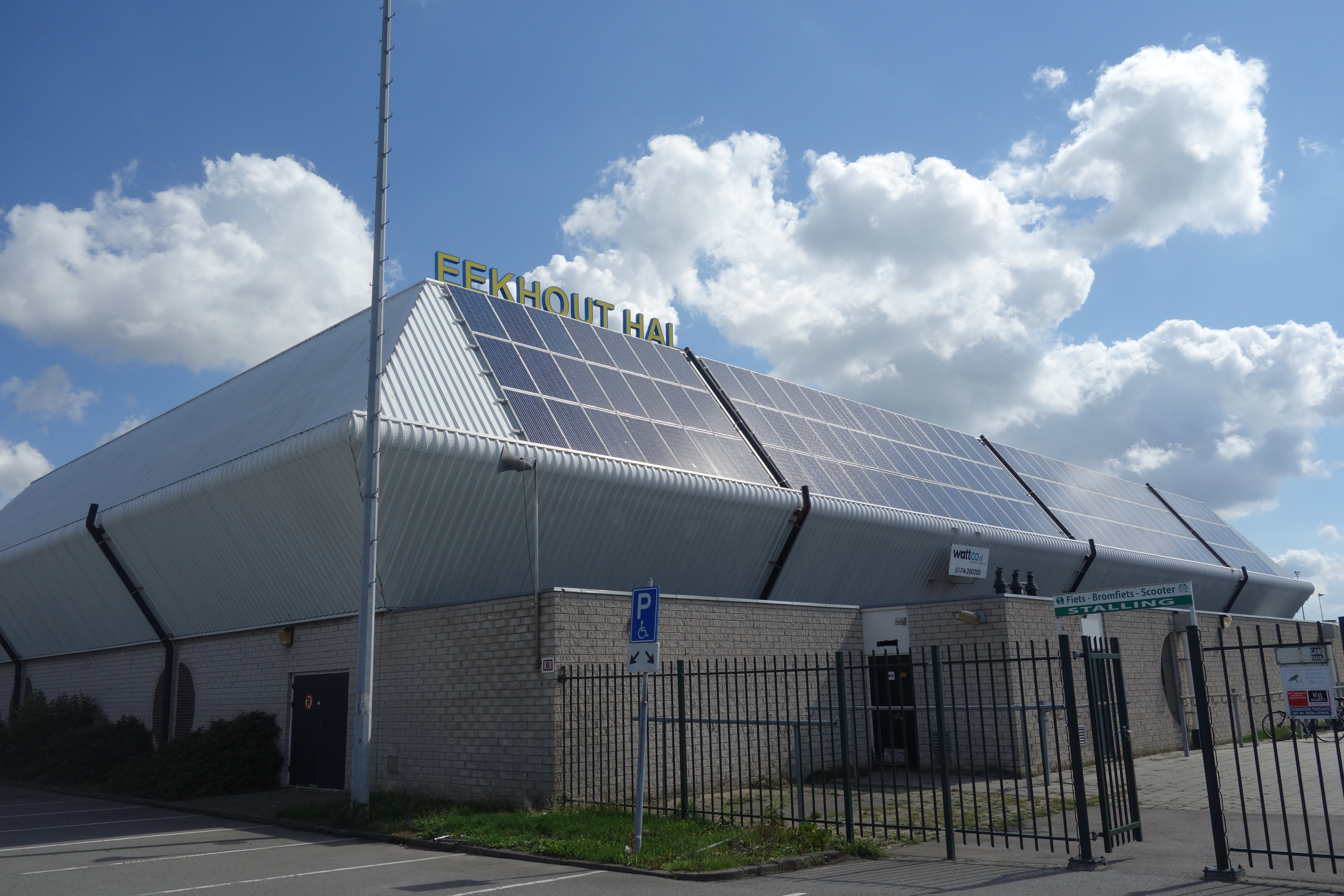
Eekhouthal (2018)

Handbalvereniging Quintus speelt haar wedstrijden in een sporthal aan de Leeuwerik 1 in Kwintsheul. Sinds 1 maart 2016 heet deze hal de Eekhout Hal. Hiervoor was de naam van de sporthal ruim 25 jaar de Van der Voorthal. Deze sporthal biedt plaats aan ongeveer 1000 supporters. De hal wordt door sommige tegenstanders ook wel de metalen galmkast genoemd. Mede door deze galmkast is de bijnaam 'Hel van de Heul' ontstaan. Sinds 1 maart 2016 is er ook een hal 2 aanwezig op het complex. Deze hal wordt vooral voor de trainingen gebruikt, maar het is mogelijk om er wedstrijden te spelen.